# Bataille de Kawasaki
La bataille de Kawasaki est la première bataille principale de la guerre de Zenkunen (1051-1063). Elle oppose les forces du clan Abe, menées par Abe no Sadato et celles du clan Minamoto, au nom de la cour impériale, emmenées par Minamoto no Yoriyoshi et son fils Yoshiie.
Une grande partie de la bataille se déroule au cours d'une tempête de neige et se résume en attaques de Minamoto sur l'armée retranchée d'Abe no Sadato composée de 4 000 guerriers. En fin de compte, les Minamoto sont chassés par la combinaison de la résistance d'Abe et du mauvais temps et sont poursuivis à travers la tempête de neige par Sadato et ses hommes.

## Source de la traduction
- (en) Cet article est partiellement ou en totalité issu de l’article de Wikipédia en anglais intitulé « Battle of Kawasaki » (voir la liste des auteurs).